# East Beacon
East Beacon är en kulle i Antarktis. Den ligger i Östantarktis. Nya Zeeland gör anspråk på området. Toppen på East Beacon är 2 265 meter över havet, eller 641 meter över den omgivande terrängen. Bredden vid basen är 8,7 km. East Beacon ingår i Quartermain Mountains.
Terrängen runt East Beacon är varierad. Trakten är obefolkad. Det finns inga samhällen i närheten. 